# Anathix dusca
Anathix dusca är en fjärilsart som beskrevs av Smith 1908. Anathix dusca ingår i släktet Anathix och familjen nattflyn. Inga underarter finns listade i Catalogue of Life.